# Donald Duck's Playground
Donald Duck's Playground es un videojuego educativo de Sierra de 1984.
El jugador toma el papel del pato Donald, que busca ganar dinero con el que comprar juguetes para sus sobrinos. Para ello buscará un trabajo en cualquiera de cuatro distintos lugares. Cada turno de trabajo durará de uno a ocho minutos, según prefiera el jugador, y durante ese tiempo Donald tratará de ganar tanto dinero como pueda.
Donald Duck's Playground apareció originalmente para  Commodore 64 y fue posteriormente portado al intérprete AGI de Sierra para el Apple II, compatibles, Amiga y Atari ST. También hubo una versión para TRS-80 Color Computer. El motor AGI no había sido diseñado para este tipo de juego y Al Lowe ha descrito algunos aspectos de la conversión (en particular la sección de la caja registradora) como "ridículos".